# Sigela eubleptica
Sigela eubleptica är en fjärilsart som beskrevs av William Schaus 1915. Sigela eubleptica ingår i släktet Sigela och familjen nattflyn. Inga underarter finns listade i Catalogue of Life.